# Darker Than the Light That Never Bleeds
Darker Than the Light That Never Bleeds (sottotitolato Chester Forever Steve Aoki Remix) è un singolo del gruppo musicale statunitense Linkin Park e del DJ statunitense Steve Aoki, pubblicato l'8 settembre 2017 dalla Warner Bros. Records e dalla Dim Mak Records.

## Descrizione
Si tratta di un omaggio di Aoki alla memoria del cantante dei Linkin Park Chester Bennington, suicidatosi il 20 luglio 2017 nel suo appartamento di Palos Verdes Estates. Il brano non è altro che un mash-up tra i singoli Darker Than Blood e A Light That Never Comes, rispettivamente pubblicati in Neon Future II nel 2015 e in Recharged nel 2013.
I fondi derivati dall'acquisto del singolo sono stati interamente devoluti alla fondazione One More Light Fund creata da Music for Relief, organizzazione no-profit dei Linkin Park.

## Tracce
1. Darker Than The Light That Never Bleeds (Chester Forever Steve Aoki Remix) – 4:03